# جلان إي. فريدمان
جلان إي. فريدمان (بالإنجليزية: Glen E. Friedman)‏ هو مصور أمريكي، ولد في 3 مارس 1962 في كارولاينا الشمالية في الولايات المتحدة.

## وصلات خارجية
- جلان إي. فريدمان على موقع IMDb (الإنجليزية)